# Saint-Quirc
Saint-Quirc é uma comuna francesa na região administrativa de Occitânia, no departamento de Ariège. Estende-se por uma área de 3,75 km². Em 2010 a comuna tinha 384 habitantes (densidade: 102,4 hab./km²).